# 液壓保險器
液壓系統中的保險器（或速度保險器）是指可避免系統的液體壓力突然減少的設備。保險器有安全特性，即使系統受到破坏的情况，也可以讓系統繼續運作，或是至少不會出現災難性的失效。其原理是在若流量超過一限制值時，不讓液體從保險器流過，或是大幅限制液體的流動。
保險器的英文也是fuse，類比保險絲在電流過大時形成斷線的類似特性。
液壓系統需要高壓（一般會超過7000 kPa）才能正常運作。若液壓系統的液壓消失（例如液压软管破裂），會無法運作，像致動器之類的元件會崩溃。若是像飛機等生命關鍵系統或是像叉車之類的重型機械，不希望有這様的情形出現。液壓保險器可以自動隔離損壞的支路，避免液壓系統的災難性失效。
若液壓系統受損，會有大流量的液壓液體往破裂處流動。大部份的液壓保險器會在流量超過一預定值時偵測到此一情形，將其本身密封（或限制流量）。有許多不同的液壓保險器設計方式，但大部份都有被動式的彈簧控制機制，若保險器兩端的壓差過大，自動關閉流體通路。
許多加油站泵（例如加拿大石油公司）都有速度保險器以限制汽油的流量。若速度保險器動作，其油的流量會略為減少。若觸發信號移除，即可完全的重置保險器。

## 種類
液壓保險器有二種，一種類似减压阀，在壓力突然增加時排氣，另一種比較像是止回阀。
若只是針對流體的漏出，液壓保險器不是理想的對策。若是流體的速度慢，而且是緩慢的滲出，液壓保險器無法偵測到此一情形（例如液壓管路有多處損壞的災難性系統失效）。而且若液壓保險器動作，系統可能無法如原先預期的動作。因為此區域可能有些液壓驅動的設備因為保險器而無法動作。
依系統不同，液壓保險器可能可以在一段延遲時間後自動恢復，也可以要用人工復歸才能恢復。叉车一般會在主提升液壓缸下方安裝一液壓保險器，在液壓油停止後立復歸。

## 大坝溢洪道中的液壓保險器
在大坝溢洪道的設計中，會有保險絲土堤的限水結構，若大坝有危險或是因洪水而水位過高，且溢洪道不足以宣洩水量，會以可控的方式破壞保險絲土堤，用以宣洩水量。